# Simone Fraccaro
Pour les articles homonymes, voir Fraccaro.
Simone Fraccaro (né le 1er janvier 1952 à Riese Pio X, dans la province de Trévise, en Vénétie) est un coureur cycliste italien.

## Biographie
Professionnel de 1974 à 1984, Simone Fraccaro a notamment remporté deux étapes du Tour d'Italie.
Son petit frère Mario a lui aussi été cycliste professionnel.

## Palmarès
- 1973
  - 3e du Piccola Sanremo

- 1974
  - 3e de Tirreno-Adriatico

- 1976
  - 18e étape du Tour d'Italie

- 1977
  - 3e étape du Tour d'Italie
  - Tour du Nord-Ouest de la Suisse

- 1978
  - Grand Prix du canton d'Argovie

- 1980
  - 3e du Tour de la province de Reggio de Calabre

- 1981
  - 3e du Grand Prix de la ville de Camaiore

## Résultats sur les grands tours

### Tour de France
3 participations
- 1975 : 35e
- 1976 : abandon (5e étape)
- 1984 : abandon (15e étape)

### Tour d'Italie
10 participations
- 1974 : 49e
- 1975 : 32e
- 1976 : 33e, vainqueur d'étape
- 1977 : 11e, vainqueur d'étape
- 1978 : 23e
- 1979 : 20e
- 1980 : 37e
- 1981 : 52e
- 1982 : 65e
- 1983 : abandon